# Grzegorz IV (patriarcha Antiochii)
Grzegorz IV, imię świeckie Ghantus Haddad (ur. 1 lipca 1859 w Abai w Górnym Libanie, zm. 1928 w Bejrucie) – prawosławny patriarcha Antiochii w latach 1906–1928.

## Życiorys

### Młodość i wczesna działalność
Pochodził z ubogiej rodziny i edukację na poziomie podstawowym odebrał w szkole wiejskiej prowadzonej przez amerykańskich misjonarzy protestanckich. W wieku trzynastu lat z błogosławieństwa metropolity Bejrutu i Górnego Libanu Gabriela rozpoczął naukę w szkole prawosławnej w Bejrucie. W 1877 w monasterze Nuria złożył wieczyste śluby mnisze. Święcenia kapłańskie przyjął 29 sierpnia 1872, wtedy też nadano mu imię Grzegorz. W 1885 został osobistym sekretarzem metropolity Gabriela i stanął na czele Towarzystwa św. Pawła, które zajmowało się opieką nad świątyniami i szkołami prawosławnymi w Górnym Libanie. Równocześnie redagował prawosławne pismo „Al-Hadijja”. Od lat 90. XIX w. współpracował z rosyjskim Cesarskim Prawosławnym Towarzystwem Palestyńskim z siedzibą w Jerozolimie. Brał udział w tworzeniu w eparchii trypolijskiej sieci szkół sfinansowanych przez rząd rosyjski.

### Wybór na patriarchę
5 czerwca 1906 został jednogłośnie wybrany przez Synod Patriarchatu Antiochii na nowego patriarchę Antiochii, następcę zmarłego wskutek otrucia Melecjusza II. Jego wybór (podobnie jak elekcja poprzednika, pierwszego od dłuższego czasu patriarchy-Araba) odbył się w atmosferze ostrego konfliktu między duchowieństwem narodowości greckiej oraz kapłanami arabskimi. Mimo potwierdzenia wyboru Grzegorza przez sułtana pozostali zwierzchnicy patriarchatów starożytnych (Konstantynopolitańskiego, Aleksandryjskiego i Jerozolimskiego) uznali go za uzurpatora. Posłuszeństwo patriarsze wypowiedziała także eparchia cylicyjska, gdzie do parafii prawosławnych należeli przede wszystkim Grecy. Do poprawy relacji międzykościelnych, jak również do odzyskania przez Grzegorza IV kontroli nad administraturą, przyczyniła się dopiero rewolucja młodoturecka, której skutki były niekorzystne dla prawosławnych patriarchatów w granicach Turcji.

### Patriarcha Antiochii
Jako patriarcha Antiochii Grzegorz IV otrzymywał znaczącą pomoc finansową z Rosji, był członkiem honorowym Cesarskiego Prawosławnego Towarzystwa Palestyńskiego. Hierarcha nie dopuścił jednak do uzależnienia patriarchatu od Imperium Rosyjskiego i jego interesów na Bliskim Wschodzie. Jako patriarcha przeprowadził kontrolę majątków kościelnych i doprowadził do zwiększenia wymagań stawianych kandydatom na wakujące katedry biskupie, szczególną uwagę poświęcał kościelnemu szkolnictwu. Według świadectw współczesnych stał się jednym z najbardziej szanowanych przywódców religijnych Syrii, respektowanym także przez muzułmanów.
W 1913 przybył do Rosji na zaproszenie cara Mikołaja II i wziął udział w uroczystościach z okazji 300 lat panowania dynastii Romanowów. Był uroczyście przyjmowany w Odessie i innych miejscowościach, gdzie zatrzymywał się na drodze do Petersburga. Osobiście spotkał się z rodziną carską, brał udział w chirotoniach biskupich i udzielał święceń kapłańskich. Przekazał carowi kolekcję chrześcijańskich rękopisów arabskich oraz relikwie Krzyża Pańskiego i innych świętych.
W okresie I wojny światowej znalazł się pod nadzorem policji tureckiej.
Po dojściu do władzy bolszewików w Rosji wsparcie rosyjskie dla Patriarchatu Antiochii zostało przerwane. Mimo to patriarcha Grzegorz IV utrzymywał kontakty z patriarchą moskiewskim i całej Rusi Tichonem, a następnie z zastępcą (locum tenens) Patriarchatu Moskiewskiego metropolitą Sergiuszem. W odróżnieniu od patriarchy Konstantynopola potępił powstanie Żywej Cerkwi. Sympatyzował z arabskim ruchem nacjonalistycznym i opowiadał się za powstaniem jednego państwa arabskiego, pod panowaniem dynastii Haszymitów. Jako jeden z pierwszych uznał koronację Fajsala I na króla Wielkiej Syrii. Gdy Fajsal zapowiedział, że królestwo będzie państwem świeckim, a nie islamskim, nadającym równe prawa i obowiązki wyznawcom islamu, chrześcijaństwa i judaizmu, patriarcha polecił modlić się w intencji jego, syryjskiego wojska i jego dowódców.
Urząd patriarchy sprawował do śmierci w 1928.
Biegle władał literackim językiem arabskim, znał także język grecki, a w niewielkim stopniu język rosyjski i język turecki. Autor wierszy w języku arabskim. Interesował się matematyką, filozofią, logiką i historią.
Odznaczony orderem św. Aleksandra Newskiego I stopnia (1913).